# Rajd Monte Carlo 1958
Rajd Monte Carlo 1958 (27. Rallye Automobile de Monte-Carlo) – rajd samochodowy rozgrywany w Monaco od 21 do 29 stycznia  1958 roku. Była to pierwsza runda Rajdowych Mistrzostw Europy w roku 1958. Rajd został rozegrany na nawierzchni asfaltowej.

## Wyniki końcowe rajdu[1][2]
| Msc. | Kierowca            | Pilot                | Samochód             | Czas    | Strata |
| ---- | ------------------- | -------------------- | -------------------- | ------- | ------ |
| 1.   | Guy Monraisse       | Jacques Feret        | Renault Dauphine     | 25:20   | -      |
| 2.   | Alexandre Gacon     | Leo Borsa            | Alfa Romeo Giulietta | 37:14   | +11:54 |
| 3.   | Leif Vold-Johanssen | Finn Huseby Kopperud | DKW 896              | 42:39   | +17:19 |
| 4.   | Walter Löffler      | Carsten Johansson    | Volvo PV444          | 48:27   | +23:07 |
| 5.   | Peter Harper        | Peter Elbra          | Sunbeam Rapier       | 48:48   | +23:28 |
| 6.   | Maurice Gatsonides  | Marcel Becquart      | Triumph TR3A         | 51:33   | +26:13 |
| 7.   | Carl Spjuth         | Gino Anzil           | Alfa Romeo Giulietta | 52:32   | +27:12 |
| 8.   | Henry Ziegler       | Julien Cots          | Sunbeam Rapier       | 56:40   | +31:20 |
| 9.   | Jean Maurin         | Michel Nicol         | Alfa Romeo Giulietta | 1:00:09 | +34:49 |
| 10.  | Robert Nellemann    | Mogens Skarring      | Ford Zodiac          | 1:03:20 | +38:00 |